# Eremophysa roehrei
Eremophysa roehrei là một loài bướm đêm trong họ Noctuidae.